# طبرستان

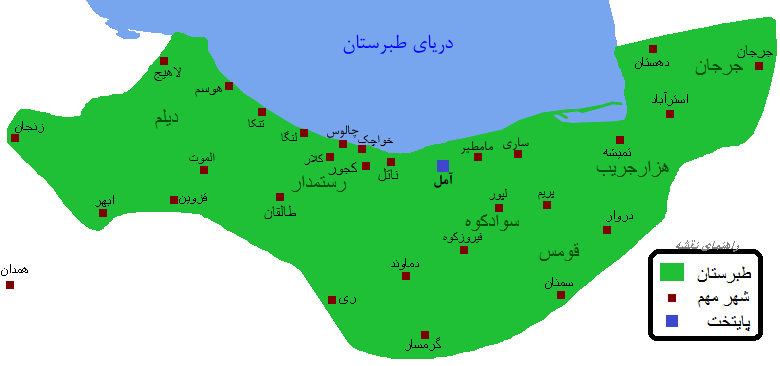
الحدود التقريبية لإقليم طَبَرِستَان الذي ضمّ عدة مدن مثل جرجان وآمل وشالوس.

طَبَرِستَان أو بِلَادِ الطَبَرِ هو إقليم عرفه العرب والفرس والترك باسمه منذ القرون القديمة، وهو يَقع في شمال دولة إيران وفي جنوب غرب دولة تركمانستان اليوم ويَمتد في مُعظمه على الساحل الجنوبي لبحر قزوين عبر سلسلة جبال ضخمة أعطته هيبة عند قدماء العرب كما يَصفه ياقوت الحموي في معجم البلدان، وتسمى هذه السلسلة الآن سلسلة جبال ألبروز وهيَ تمتد عبر أقاليم مازندران وكلستان وشمال سمنان. وكان يُسمي الفرس حاكم إقليم طبرستان بـ«الأصبهبذ».

## أصل التسمية
معنی طبرستان فی لغة الطبریة محل وجد قوم تبوری (تپوری) وهم قوم یعیش في ما بین جاجرم إلی سفیدرود فی محافظة جیلان.
تعني كلمة ستان بالفارسية «بلاد»، وأما «طَبر» فهيَ كلمة فارسية تعني «الفأس» أو «ما يُقطع به الحطب» حسب لغة القدماء، ولذا فطبرستان تعني «بلاد الطبر» أو «بلاد الفأس» أو ما إلى ذلك. وتروى قصة عن أصل هذا الاسم أنه في القديم كان يُوجد عدد كبير من المُجرمين والجناة في أحد جيوش الفرس حُكم عليهم بالقتل، فتحير الملك وتهرب من قتلهم فقال: «اطلبوا لي موضعاً أحبسهم فيه» (أي أوجدوا لي مكاناً أسجنهم فيه)، فبحثوا عن منطقة مهجورة غير مَعمورة مُناسبة حتى وصلوا جبال طبرستان والتي كانت غير مأهولة آنذاك، فأخبروا الملك عنها واقتادوا السجناء إليها. ثم بعد عام من ذلك أرسل الملك من يأتي له بأخبارهم، فجاء إليهم الرسول وقال لهم: «ما تشتهون؟»، وبما أن الجبل كان كثير الأشجار فقد قالوا «طبرها طبرها» (أي أطبار بالجمع)، لأنهم أرادوا فؤوساً يَقطعون بها الأشجار لكي يَبنوا منها بيوتاً لهم، ومن هنا جاء الاسم. ويُقال أيضاً أن أهل تلك البلاد يُقاتلون بالأطبار فمن ذلك جاء الاسم.
عرف أهل طبرستان هذه البلاد أيضاً منذ القرون الهجرية الأولى بـ«مازندران»، مع أن ياقوتاً الحموي يَقول في كتابه «معجم البلدان» أنه اسم غير مألوف لم يُسمع به في كتب القدماء - بالنسبة لعصره - وأنه لم يُسمع إلا من أهل طبرستان أنفسهم. واليوم تسمى المُحافظة التي تشغر إقليم طبرستان القديم بمازندران.

## الجغرافيا والبيئة

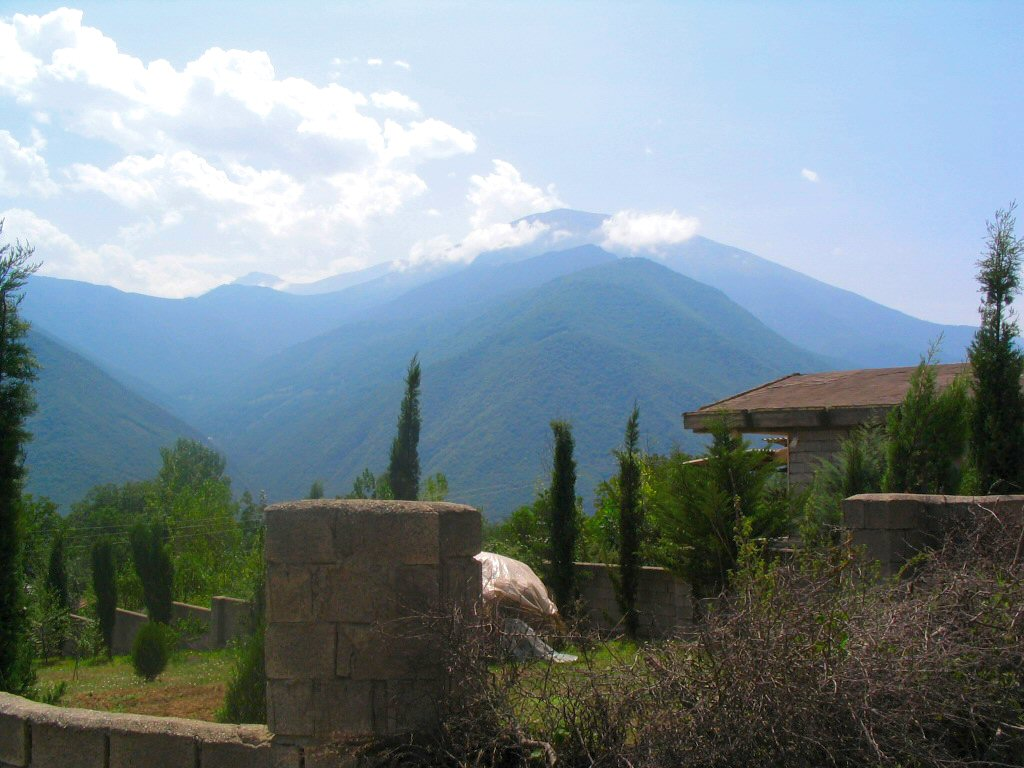
جبال طبرستان الوعرة.

حسب وصف ياقوت الحموي فقد كان طبرستان إقليماً واسعاً وكبيراً تمتد عبر مُعظمه أراض جبلية وعرة وتكثر فيه المياه التي تتخلل أراض شجرية كثيرة الفواكه والثمار. وحسب مُعجم البلدان أيضاً فقد كانت تعد مدن آمل وجرجان وإستراباذ وداهستان من بلاد طبرستان. وهو يَصف أنه قد وقعت على أطراف طبرستان جبال وعرة جداً تسمى «جبال شروين»، والتي كانت أكثر جبال طبرستان صعوبة ووعورة وأدغالاً (وقد كان فاتح هذه الجبال هو موسى بن حفص بن عمرو بن العلاء).

## التاريخ

### الأساطير المُبكرة
حسب الأساطير الفارسية فقد استطونت أرض طبرستان منذ أقدم العصور وكان بادئها بمنطقة لارجان (التي تقع اليوم في آمل وسط مازندران)، فطبقاً لهذه الأساطير بعد أن قضى ضحاك على البطل الأسطوري جمشيد تشردت عائلته في الأرض وطردت من ظل الشمس، فالتجأت والدة فريدون (البطل الفارسي) مع أتباعها إلى أرض لارجان في طبرستان قرب جبل دماوند، وهناك نشأت ابنها فريدون خلال طفولته. وعندما شب فريدون واشتد عوده بدأ يَكسب سُمعة وقوة في المنطقة، فبدأ الناس يَلتمون من حوله، ولذا فقد قرر أن يَخوض الحرب ضد ضحاك، فغزا أصفهان وأسر ضحاكاً عنده. ومن هنا بدأ أول التعمير والسكن في طبرستان.

### الفتح والعهد الإسلامي

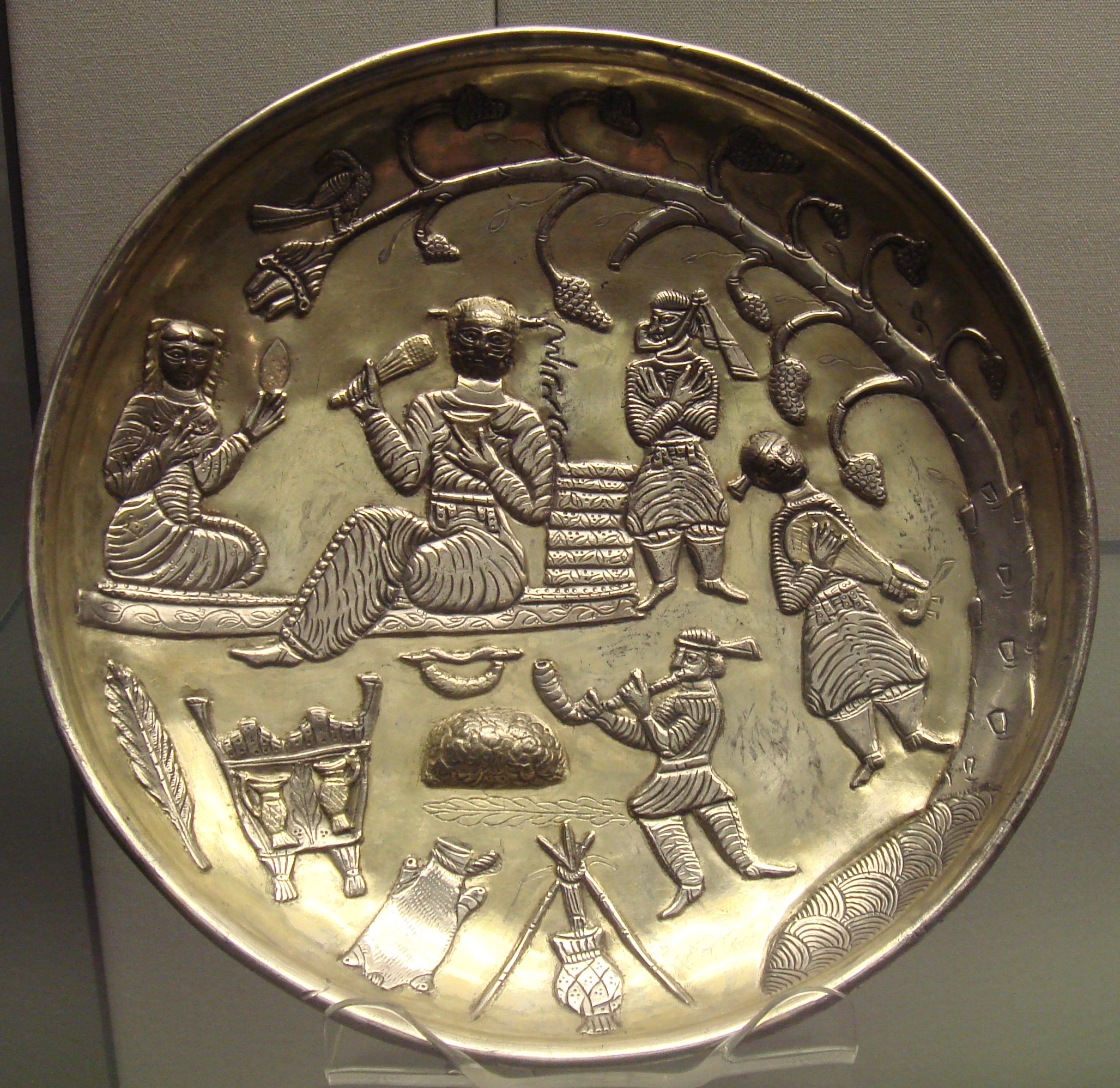
عملة طبرستانية من القرنين السابع والثامن الميلاديين.

اشتهرت طبرستان على مدى التاريخ بمدى حصانتها ومناعتها، وقد كان يُسمي الفرس منصب حاكم طبرستان «الأصبهبذ»، وعندما كانوا يُولون أحداً ليُصبح الأصبهبذ لا يَضعون أحداً مكانه حتى مماته. وعندما يَموت أخيراً يُعين ابنه ثم حفيده إلخ، عملاً بنظام الوراثة (مع أن هذا التقليد تغير بعد الفتح الإسلامي). وعندما وَصل الفاتحون المُسلمون في أيامهم الأولى إلى أرض فارس خلال عهد الفتوحات الإسلامية وجدوا أرض طبرستان وعرة وصعبة عليهم، فتصالحوا مع واليها (الأصبهبذ) مُقابل مبلغ بسيط من المال يَدفعه لهم، وظلَّ الأمر كذلك لعدة سنوات. ثم عندما جاء عام 30 هـ في عهد عثمان بن عفان كانت طبرستان لا تزال متروكة على تلك الحال، وقد كان آنذاك سعيد بن العاص هو والي مدينة الكوفة بينما كان عبد الله بن عامر بن كريز والي البصرة، فراسلهما أمير طوس ودعاهما إلى فتح خراسان على أن يَأخذها من يَصلها أولاً، فسار كلاهما لكن عبد الله بن كريز وصل خراسان أولاً وفتحها، ولذا فقد توجه سعيد بن العاص إلى طبرستان ليفتحها كنوع من التعويض بعد خسارته لخراسان.
رافقت مجموعة كبيرة من الصحابة سعيداً بن العاص أثناء فتحه لطبرستان، من ضمنهم الحسن والحسين وابن عباس وعبد الله بن عمرو بن العاص، وقد فتحها من تلقاء نفسه دون تلقيه دعوة أو أمراً من أحد. بدأ سعيد خلال فتحه بقرية طميس فأخذها، ثم سار إلى جرجان وصالح حاكمها على أن يَدفع له 200 ألف درهم، وتابع سيره بعد ذلك ففتح الرويان ودنباوند، ثم توقف بعد ذلك ولم يَتوغل في عُمق جبال طبرستان بل اكتفى بجباية المال من أهلها.
عندما جاء عهد معاوية بن أبي سفيان ولّى على طبرستان مصقلة بن هبيرة، فسار مصقلة مع 20 ألف جندي إلى جبال طبرستان التي تركها سعيد لكي يَفتحها، فأخذ يَتوغل في أراضي طبرستان حتى حوصر بين الجبال في إحدى المعارك وألقى عليه مُحاربو المنطقة الحجارة والصخور من المُرتفعات حوله فهلك مُعظم جيشه ومصقلة نفسه (حتى أن مثلاً شاع بين الناس بأنه «لا يَكون كذا حتى يَرجع مصقلة من طبرستان»). ومنذ هذه الحادثة هاب المُسلمون هذه الجبال وحذروا منها فبقيت في يَد السكان المحليين، وظلت كذلك حتى ولّى الخليفة الأموي سليمان بن عبد الملك على خراسان يزيداً بن المهلب، فسار يزيد إلى هذه الجبال وقاتل الأصبهبذ أياماً حتى قرر ذاك أن يُصالح يزيداً على أن يَدفع له كل عام 11 ألف درهم 400 وقر زعفران و 400 ترس وجام من الفضة و 400 قطعة حرير.
لكن ومع مُرور الأيام بدأ أهل جبال طبرستان يُماطلون في دفع ثمن المُصالحة أو يَقطعونه عاماً في بعض الأحيان، ومع مجيء عهد مروان بن محمد وانحطاط الدولة الأموية قطعوا ما كانوا يَدفعونه للخليفة تماماً. ثم بعد رحيل الأمويين وبزوغ الخلافة العباسية عقد أبو العباس السفاح صلحاً جديداً مع أهل جبال طبرستان لكي يُؤدوا إليه المال. لكن في عهد أبو جعفر المنصور عندما كان يُرسل مرة جماعة لأخذ المال حسب الصلح غدر به أهل طبرستان وذبحوا من أرسلهم وامتنعوا عن الدفع، فأرسل إليهم من يَتعامل معهم لكنه فشل. ولاحقاً عيّن المَنصور شخصاً يُدعى «عمرو بن العلاء» على طبرستان بعد أن كان يُقاتل أهل جبالها بنفسه فأثبت جدارته، لكن مع ذلك فإن الجبال ظلت في يد أهل طبرستان، وظلّت كذلك حتى ولٌيَ طبرستان موسى بن حفص بن عمرو بن العلاء الذي تعاون مع «مازيار بن قارن» وفتح معه في عهد الخليفة المأمون جبال شروين التي تعد أكثر جبال طبرستان وُعورة وصعوبة، وبهذا فتحت أخيراً جبال طبرستان بعد أكثر من قرن من فتح هذا الإقليم.، كذلك فقد استوطنتها قبائل عربيَّة إبَّان الفتح الإسلامي أبرزها الأزد.

## الملاحظات
1. ↑  طميس هي آخر مدن طبرستان من جهة الشرق (جهة خراسان). وهي تقع في السهول عند تخوم طبرستان الشرقية بعيداً عن سلسلة الجبال الكبيرة التي تغطي معظم الإقليم، وتفصل بينها وبين جرجان سلسلة الجبال الوعرة هذه التي تمتد حتى البحر بحيث تحجز المدينتين عن بعضهما تماماً وتجعل العبور من طميس إلى جرجان صعباً جداً. وقد كانت طميس مدينة كبيرة وعامرة فيها مسجد كبير وقائد عسكري مع ألفي رجل، ويُنسب إليها عدة علماء.